# Neustift (Vahrn)
Neustift (italienisch Novacella) ist eine Ortschaft in Südtirol (Italien), nördlich von Brixen gelegen. Das Dorf ist eine Fraktion der Gemeinde Vahrn und hat 971 Einwohner (Stand: 2020). Bis 1929 war Neustift eine eigenständige Gemeinde.

## Lage
Neustift befindet sich im Eisacktal im Nordwesten des Brixner Talkessels. Der Ort liegt auf der orographisch linken, östlichen Seite des Eisack auf rund 600 m Höhe, gegenüber vom Hauptort Vahrn auf der anderen Flussseite. Hinter Neustift steigen die Hänge zum Plateau von Natz-Schabs an. Die Ortschaft wird von der SS 49 durchquert.

## Sehenswertes
Bekannt ist Neustift in erster Linie durch das von Augustiner-Chorherren Mitte des 12. Jahrhunderts errichtete Kloster Neustift. Zu sehen sind eine Stiftsbibliothek, der gotische Kreuzgang, der Wunderbrunnen und die Basilika. Vor dem eigentlichen Kloster steht die St.-Michaels-Kapelle, wegen ihrer Form auch Engelsburg genannt. Im Kloster gibt es heute auch ein Bildungshaus und eine Kellerei.

## Bildung
In Neustift gibt es öffentliche Bildungseinrichtungen für die deutsche Sprachgruppe: eine Grundschule und eine im Kloster als Internat eingerichtete Außenstelle der Mittelschule „Oswald von Wolkenstein“ mit Hauptsitz in Brixen.
Das Bildungshaus Kloster Neustift bietet zudem vielfältige Weiterbildungsmöglichkeiten.

## Persönlichkeiten
- Johanna von Isser Großrubatscher (1802–1880), Zeichnerin und Schriftstellerin
- Hermann Lindner (1905–1957)[4]